# Semidano
Die Weißweinsorte Semidano ist eine autochthone Sorte der Insel Sardinien, Italien. Der Anbau der Sorte wird in den Provinzen Cagliari, Nuoro und Oristano empfohlen. Zugelassen ist sie des Weiteren in der Provinz Sassari. Im Jahr 1999 betrug die bestockte Rebfläche nur 91 Hektar.
Die spätreifende Sorte erbringt nur schwache und darüber hinaus unregelmäßige Erträge. Die Weine sind alkoholreich und delikat, sehr duftig und mit wenig Säure. Sie werden häufig mit der Sorte Nuragus verschnitten. Die Weißweine finden Eingang in den DOC Weinen Nuragus di Cagliari und Sardegna Semidano.

## Synonyme
Die Rebsorte Semidano ist auch unter den Namen Arvusiniagu, Laconarzu, Migiu, Mizu, Mizzu, Semidamu, Semidana Bianca, Semidano Bianco, Semidano di Nurri, Semidanu, Semidanu Blanc und Seminanu bekannt.